# Whoopee Basket
『Whoopee Basket』（ウーピー・バスケット）は、1995年7月21日にフォーライフ・レコードから発売されたRAZZ MA TAZZの2枚目のオリジナル・アルバム。

## 解説
前作『Ordinary Story』から1年1ヶ月ぶりのアルバム。3枚の既発シングル表題曲を収録。

## 収録曲
| 全編曲: 外間隆史+冨田恵一 with RAZZ MA TAZZ。 |                                                      |            |           |       |
| #                                             | タイトル                                             | 作詞       | 作曲      | 時間  |
| 1.                                            | 「罪とビーナス」                                     | 阿久延博   | 三木拓次  | 3:35  |
| 2.                                            | 「白い夜」                                           | 阿久延博   | 三木拓次  | 4:27  |
| 3.                                            | 「Like a Typhoon」                                   | 阿久延博   | 三木拓次  | 4:15  |
| 4.                                            | 「LOVE Re-Do（アルバムバージョン）」                 | けいこMoon | 三木拓次  | 4:48  |
| 5.                                            | 「FM」                                               | 阿久延博   | 横山達郎  | 3:54  |
| 6.                                            | 「僕のままで 君のままで」                            | 阿久延博   | 三木拓次  | 5:19  |
| 7.                                            | 「消えゆく想い」                                     | 阿久延博   | 阿久延博  | 4:40  |
| 8.                                            | 「The Day before Tomorrow」                          | 阿久延博   | 三木拓次  | 3:37  |
| 9.                                            | 「サヨナラのキスではじめよう（アルバムバージョン）」 | 阿久延博   | 三木拓次  | 3:58  |
| 10.                                           | 「彼女の猫は土の中」                                 | 阿久延博   | 阿久延博  | 4:34  |
| 合計時間:                                     | 合計時間:                                            | 合計時間:  | 合計時間: | 43:07 |